# Karen Bass
Karen Ruth Bass [ˈbæs], född 3 oktober 1953 i Los Angeles, Kalifornien, USA är en amerikansk politiker (demokrat) och Los Angeles borgmästare sedan 12 december 2022. Hon var ledamot av USA:s representanthus 2013–2022. Karen Bass nämndes som möjlig vicepresidentkandidat till Joe Biden inför presidentvalet 2020.

## Biografi

### Uppväxt och Tidigt Liv
Karen Bass är född i Los Angeles, USA den 3 oktober 1953. Hon är den enda dottern till Wilhelmina Bass och DeWitt Bass, men hon har tre bröder. Hon gick på Hamilton High School i Los Angeles och California State University, Dominguez Hills, där hon tog en kandidatexamen i hälsovetenskap. Under hennes uppväxt fick hon, tillsammans med sin far, ett intresse för aktivism av olika slag, bland annat för medborgerliga rättigheter. Hon bestämde sig därefter för att ägna sin tid åt att förändra samhället. Under hennes tonår deltog hon till exempel i Bobby Kennedys president kampanj.
Under 1970-talet var Bass en av organisatörerna till Venceremos Brigade, vilket var en organisation som arrangerade resor till Kuba för amerikanskt vänsterfolk som ville besöka landet och visa sitt stöd. Organisationen har fått kritik för att den varit grundad och uppstött av den kubanska staten. Äldre tidningsartiklar pekar ut Bass som en av ledarna för organisationen, medan hon idag förnekar större inblandning i organisationen. Emellertid är har hon bekräftat att hon besökt Kuba flera gånger, men då, enligt henne, i diplomatiskt-syfte. 
Bass fortsatte sina studier under 1980-talet då hon gick på University of Soutern California på läkarassistent programmet. Hon fortsatte, efter sin examen från universitet, att dels jobba på University of Soutern California som klinisk instruktör, dels som läkarassistent.

### Politiska Karriären
Under sena 1980 och tidiga 1990-talet, då crack-kokain pandemin i USA pågick, startade hon Community Coalition för att förändra de sociala och ekonomiska förhållandena i Los Angeles. Hennes mål med organisationen var att försöka påverka individerna som var grunden till problemet och se förändringen därifrån.
Den politiska karriären började på riktigt när hon 2004 blev invald i Kaliforniens delstatsförsamling. Karen Bass blev historisk 2008 då blev den första afro-amerikansk kvinna att tjänstgöra som talman i en delstatlig församling. Hennes arbete som talman belönades 2010 med John F. Kennedys Profile in Courage Award.
Bass blev vald till USA:s representanthus vid mellanårsvalet 2010, och tillträdde befattningen den 3 januari 2011. Hon verkade som ordförande för Congressional Black Caucus 2019 och 2020.

### Privatliv
Karen Bass och Jesus Lechuga gifte sig 1980. Även om Lechuga hade fyra barn så fick de tillsammans 1983 dottern Emilia Bass-Lechuga. Paret skiljde sig emellertid 1986 och de turades om, om att ta hand om Emilia och hennes syskon. Den 29 oktober 2006 dog Emilia i en bilkrasch tillsammans med sin make.